# Бастионная стена с двумя бастионами, рвом и четырьмя мостами
Бастионная стена с двумя бастионами, рвом и четырьмя мостами — памятник архитектуры, расположенный рядом с Гатчинским дворцом. Подпорная стена с парапетом, в котором были сделаны амбразуры для пушек, укрепляла берег рва с подъёмными мостами, отделявшими плац перед дворцом от окружающей местности. Плац был создан для воинских смотров в 1796—1797 годах архитектором Винченцо Бренной.
Два моста через ров были расположены на закруглениях рва по диагоналям плаца, два — по осям Кухонного и Конюшенного (Арсенального) каре дворца.
В октябре 1849 года вышло Высочайшее повеление перестроить каменную террасу с амбразурами для орудий и четырьмя мостами, находящуюся перед дворцом. В 1850 году обветшавшие укрепления разобрали и до 1852 года отстроили вновь, заменив даже фундаменты. Работами руководил архитектор Р. И. Кузьмин. Кладка подпорных стен и бастионов, а также парапеты выполнены из «ротковского камня». Мосты были сделаны однопролётными, арочными, на каменных опорах. Перила мостов и фонарные столбы на пьедесталах отлили из чугуна на Гальванопластическом и литейном заводе Санкт-Петербурга. По периметру были проложены трубы и колодцы, через которые дождевая вода отводилась в Белое озеро.
С 1851 года на плацу установлен памятник Павлу I. Между ним и бастионной стеной расположена круглая тумба из розового гранита, бывшая основанием солнечных часов.
В 1981 году силами треста «Ленмостострой» выполнен капитальный ремонт бастионной стены и мостов.